# Lienardia armstrongi
Lienardia armstrongi é uma espécie de gastrópode do gênero Lienardia, pertencente a família Clathurellidae.